# Rigodium kilimandscharicum
Rigodium kilimandscharicum là một loài rêu trong họ Rigodiaceae. Loài này được (Broth.) Paris mô tả khoa học đầu tiên năm 1898.